# Syagrus tostana
Syagrus tostana là loài thực vật có hoa thuộc họ Arecaceae. Loài này được (Bondar) Glassman miêu tả khoa học đầu tiên năm 1963.